# Bad Schönau
Bad Schönau é um município da Áustria localizado no distrito de Wiener Neustadt-Land, no estado de Baixa Áustria.